# خمسی‌وارها
خمسی‌وارها (نام علمی: Spratelloides) نام یک سرده از تیره شگ‌ماهیان است.